# Montserrat Roca i Baltà
Montserrat Roca i Baltà (Cuba, 1892 - Barcelona, 1982) fou una mestra catalana i la primera dona directora d'una escola al districte de Sant Andreu del Palomar de Barcelona.
De jove va fer pràctiques a l'escola Montessori de la Diputació de Barcelona. Primer va dirigir l'Escola municipal Ignasi Iglésias de nova creació a l'avinguda Torres i Bages. Anys més tard va dirigir l'escola Teresa de Jesús (posteriorment nomenada Turó Blau). Va introduir canvis pedagògics importants, tenint en compte que es van produir durant la dictadura franquista, com la introducció de noves assignatures orientades a la formació professional de les dones.
Des de 1992, hi ha una plaça que porta el seu nom al barri de Sant Andreu.